# سابانتا (شهر)
سابانتا (به لاتین: Sabaneta) یک شهر در جمهوری دومینیکن است که در سانتو دومینگو واقع شده‌است.

## خصوصیات
سابانتا ۸۰۴٫۴۷ کیلومترمربع مساحت و ۹۸٬۴۵۳ نفر جمعیت دارد و ۱۲۴ متر بالاتر از سطح دریا واقع شده‌است.